# Procinético
Los procinéticos son medicamentos utilizados para mejorar el tránsito intestinal, mejorando la velocidad de vaciado y la función de los esfínteres.  

## Usos
Principalmente son usados para tratar o prevenir el reflujo patológico, o para acelerar la absorción de ciertos medicamentos. Algunos de ellos también pueden ser usados para ayudar en el tratamiento de la náusea u otros síntomas asociados a la dispepsia.
Los agentes procinéticos también han sido propuestos para el manejo de la dispepsia funcional.

## Fármacos
- Metoclopramidaː es un antidopaminérgico que mejora el vaciamiento gástrico y aumenta la motilidad y el tránsito GI con efectos antieméticos y sicotrópicos como ansiedad o sedación, presenta riesgos en dosis elevadas o tratamientos prolongados por su acción a nivel central, provocando extrapiramidalismo. Actúa a dos niveles. Por un lado este bloquea la respuesta a sustancias irritantes del estómago y/o de la sangre(un ejemplo de este es el vómito),y por otro lado actúa directamente en el tracto gastrointestinal aumentando las contracciones o movimientos del estómago y del intestino.

- Domperidonaː es un antidopaminérgico puro, que atraviesa escasamente la barrera hematoencefálica, por lo que presenta escasos efectos adversos, entre ellos hiperprolactinemia.
- Cisapridaː actúa a nivel GI periférico, estimula la liberación de acetilcolina y también puede actuar como agonista de la 5HT; no es antidopaminérgico y su acción de aceleración del vaciamiento gástrico no es central. Cisaprida es un agente procinético que incrementa o restaura la motilidad del tracto gastrointestinal, ya que actúa a nivel del plexo mientérico; esta  fue retirada del mercado de prescripción, y actualmente su uso es restringido a nivel hospitalario debido a las alteraciones de la frecuencia cardíaca.
- Mosaprideː es un agonista selectivo de receptores 5-HT4 que estimula la liberación de acetilcolina a nivel del plexo mientérico gastrointestinal, sin acción aparente a nivel del SNC, que incrementa la motilidad del esófago, estómago e intestino delgado acelerando el vaciamiento gástrico.
- Cinitapridaː es un bloqueante de los receptores serotoninérgicos 5-HT1 y 5-HT2 centrales y periféricos, con reducida acción sobre receptores dopaminérgicos; estimula la motilidad gastrointestinal acelerando el vaciamiento gástrico, con buena respuesta clínica en dispepsia funcional.

## Precauciones
La cisaprida puede ser arritmogénica al prolongar el intervalo QT y favorecer la torsades de pointes. Se desaconseja su uso de forma concomitante con fármacos que prolongan el QT como la eritromicina o la claritromicina y en situaciones de insuficiencia renal, historia de arritmias o enfermedad cardiaca

## Lectura adicional
- Hardman JG, Limbird LE, Gilman AG. Goodman & Gilman's The Pharmacological Basis of Therapeutics. 10th ed. New York: McGraw-Hill, 2001. ISBN 0-07-135469-7.

- Datos: Q1429522
- Multimedia: Motility stimulants / Q1429522